# Johannes von Kuhn
Pour les articles homonymes, voir Kuhn.
Johannes Evangelist von Kuhn (né le 19 février 1806 à Wäschenbeuren, mort le 8 mai 1887 à Tübingen) est un théologien catholique wurtembergeois.

## Biographie
Il va de 1818 à 1821 à l'école latine de Schwäbisch Gmünd, de 1821 à 1824 à l'Obergymnasium d'Ellwangen et de 1824 à 1825 à celui de Rottweil. De 1825 à 1830, il étudie la théologie catholique au Wilhelmsstift (de) à Tübingen. À l'automne 1830, Kuhn entre au séminaire de Rottenburg am Neckar, il est ordonné prêtre le 14 septembre 1831.
En 1832, il devient professeur à Giessen avant d'être en 1837 professeur de dogmatique à Tübingen. De 1848 à 1852, il est membre de la Chambre des députés du Wurtemberg puis de 1868 jusqu'à sa mort. En 1857, il est élu à la Cour suprême de l'État. En 1862, il prend part à la réunion pour la Grande Allemagne à Francfort et à la fondation de la Reformverein.
Johannes von Kuhn est le théologien systématique le plus connu de l'école de Tübingen. Il est un fervent adversaire de la néoscolastique et fait une indépendance de la philosophie envers la théologie.
Kuhn est un théologien catholique longtemps ignoré. Il est de nouveau considéré grâce aux travaux de Josef Rupert Geiselmann (de) et de Heinrich Fries.